# Бухта Андреева
Бухта Андреева — небольшая бухта в Азовском море, расположенная в северной части Таганрогского мыса, в черте города, рядом с Таганрогским металлургическим заводом.

## История
Порт Таганрогского металлургического завода, ныне бухта Андреева, был построен в месте примыкания балки Большая Черепаха к Таганрогскому заливу в 1897 году. С городским портом бухту связывал специально прорытый канал шириной 13 сажен, по которому суда подходили близко к заводу и выгружали руду. Работы по строительству канала длиной 2182 сажени завершили в 1898 году. Сюда были проложены две железнодорожные ветки, связавшие бухту с территорией завода. В 1900 году морской канал был расширен до 20 сажен, была пущена в эксплуатацию канатная дорога протяженностью 530 метров для транспортировки руды из порта к складу доменного цеха и третьего томасовского конвертера.
Водная территория гавани имела три пристани, сооруженные из смешанных металлических и деревянных конструкций. К ним швартовались грузовые суда, доставлявшие для металлургического завода сырьё из Керчи и Украины. Позднее здесь был построен элеватор.
В апреле 2015 года бухта Андреева попала в поле зрения СМИ в связи со случившимся ЧП: в воду упал строительный кран, производивший на берегу работы. Крановщика из воды извлекли сами строители и доставили его в больницу скорой помощи Таганрога. Пострадавший крановщик получил открытую черепно-мозговую травму.
В 2018 году в бухте был открыт так называемый «5-й причал», первый объект нового частного яхт-клуба, предназначенный для круглогодичной стоянки для судов. Декларировалось, что помимо стоянки судов и их хранения, яхт-клуб будет заниматься поддержкой парусного спорта и проведением регат. Более того, «5-й причал» сможет принимать пассажирские суда вместимостью до 40 человек. В обустройство объекта было вложено более 20 миллионов рублей частных инвестиций. Завершить строительство в полном объёме планировалось в начале 2020 года.
В июне 2019 года стало известно, что в связи с необходимостью обеспечения обороноспособности страны часть бухты Андреева передана в ведение Погрануправления ФСБ РФ сроком на 20 лет. Данное решение было определено распоряжением № 1232-р за подписью премьер-министра Дмитрия Медведева. Было объявлено, что для гражданских лиц вход в эту бухту будет запрещен и здесь смогут находиться только пограничники. На территории бухты находится стоянка катеров и инфраструктура базы погранслужбы.

## Этимология
Название «Бухта Андреева» укрепилось в топонимике благодаря Таганрогскому металлургическому заводу, который в 1930-х годах назывался «Таганрогский государственный металлургический завод им. Андреева» в честь крупного советского партийного и государственного деятеля А. А. Андреева.

## География
Бухта Андреева располагается в северной части Таганрогского мыса, в черте города, рядом с Таганрогским металлургическим заводом, в точке пересечения Социалистической улицы и улицы Адмирала Крюйса.

## Бухта Андреева в литературе
- Бухта Андреева описана в повестях Игоря Бондаренко «Приговор обжалованию не подлежит»[8] и «Астрид»[9].